# 풀 메카닉스
풀 메카닉스(영어: Full Mechanics, 일본어: フルメカニクス)는 반다이가 발매하는 프라모델 시리즈의 브랜드로 기계적인 디자인을 추구한 고밀도 디테일과 조립 용의성이 양립하는 브랜드이다. 2016년 10월부터 《기동전사 건담 철혈의 오펀스》의 1/100 건프라 라인업으로 시작되었으나 중간에 공백기를 거쳐 2021년 6월 26일부터 리브랜딩되어 반다이 하비 사업부에서 비우주세기 기체(특히 《기동전사 건담 SEED》 기체)들로 제품을 발매하고 있다. MG와 달리 내부 프레임을 과감히 줄이고 외장과 구성품에 좀 더 신경을 써서 나오는 특징이 있다. 가격대는 MG와 비슷한 수준이다. 

## 라인업

### 일반판
다음의 표는 리브랜딩된 후 일반판으로 발매된 제품들이다.
| No. | 제품명        | 발매일               | 가격 (세금 제외) | 가격 (세금 포함) | 비고 |
| --- | ------------- | -------------------- | ---------------- | ---------------- | ---- |
| 01  | 캘러미티 건담 | 2021년 6월 26일 발매 | 5,000엔          | 5,500엔          |      |
| 02  | 레이더 건담   | 2022년 5월 21일 발매 | 5,000엔          | 5,500엔          |      |
| 03  | 건담 에어리얼 | 2023년 4월 22일 발매 | 3,800엔          | 4,180엔          |      |
| 04  | 포비든 건담   | 2023년 8월 11일 발매 | 5,800엔          | 6,380엔          |      |

### 한정판
다음의 표는 리브랜딩된 후 한정판으로 발매된 제품들이다.
| No. | 제품명                         | 발매일               | 가격 (세금 제외) | 가격 (세금 포함) | 비고                 |
| --- | ------------------------------ | -------------------- | ---------------- | ---------------- | -------------------- |
|     | 프리덤 건담 Ver.GCP            | 2021년 9월 19일 발매 | 4,000엔          | 4,400엔          | 건담베이스 한정      |
|     | 에일 캘러미티 건담             | 2022년 4월 발매      | 5,000엔          | 5,500엔          | 프리미엄 반다이 한정 |
|     | 캘러미티 건담 [클리어 컬러]    | 2024년 2월 10일 발매 | 5,000엔          | 5,500엔          | 이벤트 한정          |
|     | 소드 캘러미티 건담             | 2024년 5월 발매      | 5,500엔          | 6,050엔          | 프리미엄 반다이 한정 |
|     | 건담 에어리얼 퍼멧 스코어 식스 | 2024년 7월 발매      | 4,200엔          | 4,620엔          | 프리미엄 반다이 한정 |

## 같이 보기
- 건프라
- 마스터 그레이드 (MG)